# Бушуевы
Бушуевы — деревня в Слободском районе Кировской области в составе Бобинского сельского поселения.

## География
Находится на расстоянии примерно 15 км на северо-восток от Нового моста через Вятку в городе Киров.

## История
Известна с 1747 года деревня Вторая Долгушинская, в 1764 году учтено 34 жителя. В 1873 году в деревне Долгушинская 1-я (Бушуевы) учтено дворов 5 и жителей 26, в 1905 10 и 50, в 1926 (две деревни Долгушинская 2-я или Бушуевы и Долгушинская 3-я или Лепешь или Овсяники) 13 и 63, в 1950 (уже единая деревня Бушуево) 14 и 46. В 1989 году отмечено 3 жителя. Нынешнее название утвердилось с 1939 года. Деревня имеет дачный характер.

## Население
Постоянное население  составляло 1 человек (русские 100%) в 2002 году, 1 в 2010.